# Qıraqlı (Saatlı)
Qıraqlı è un comune dell'Azerbaigian situato nel distretto di Saatlı.